# Stephen Langton

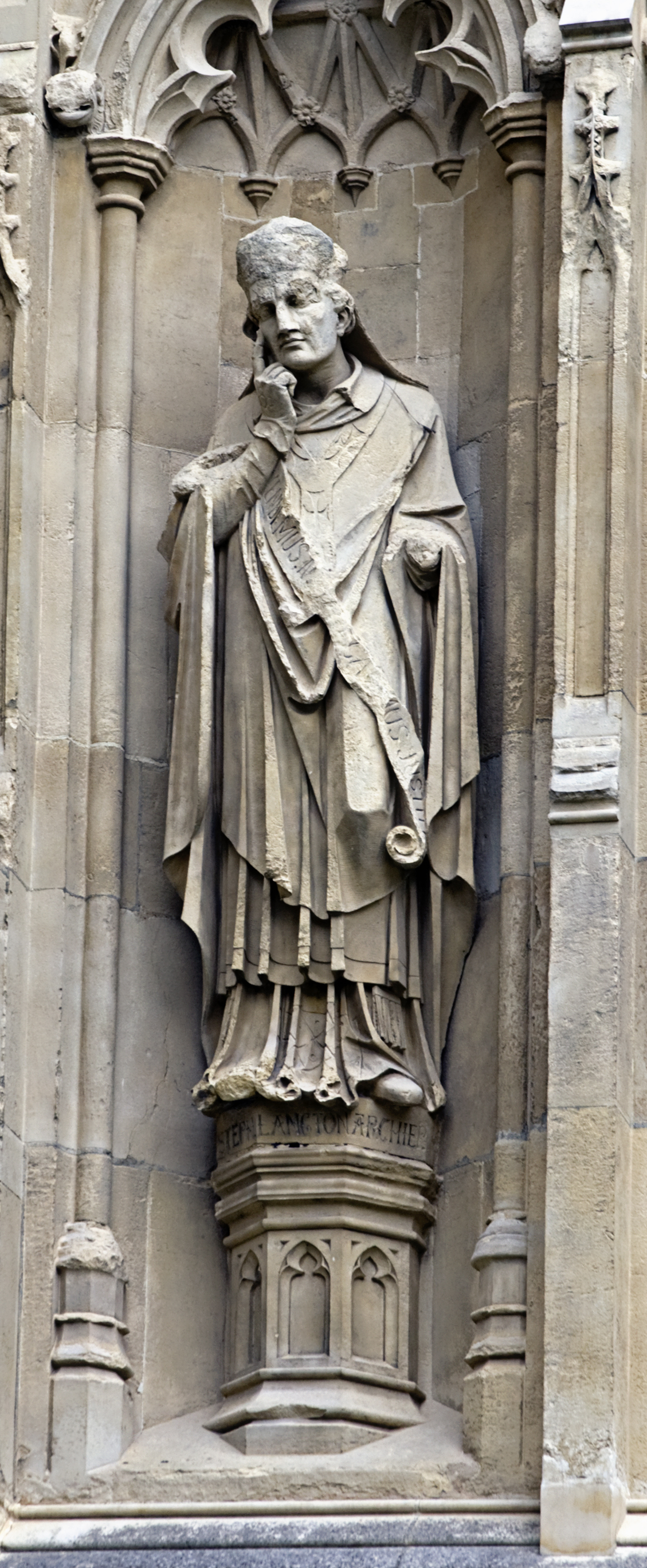
Stephen Langton.

Stephen Langton, född omkring 1150, död den 9 juli 1228, var en engelsk prelat och statsman.
Langton studerade i Paris, där han blev teologie doktor och vistades som högt ansedd lärare, till dess påven Innocentius III, 
som varit hans studiekamrat, kallade honom till Rom och gjorde honom till kardinalpresbyter (1206). Då efter Hubert Walters död tvist uppstått om val av dennes efterträdare som ärkebiskop av Canterbury och de båda stridande partiernas kandidater i Rom sökte påvens bekräftelse, kasserade Innocentius bådas val och förmådde de till Rom komna munkarna från Canterbury att i stället välja Langton, som därpå av påven vigdes till sitt nya ämbete, i Viterbo den 17 juni 1207. Då kung Johan utan land vägrade att erkänna Langton som ärkebiskop, belade påven England med interdikt (1208) samt lät under stridens fortgång till sist förklara konungen avsatt och uppdrog åt Filip August av Frankrike att utföra avsättningsdomen (1212). Langton vistades dessa år i cisterciensklostret Pontigny, nära Sens, och arbetade, utan att uppge kyrkans krav, ihärdigt på en fredlig uppgörelse. 
Till England kom han såsom även av kungen erkänd ärkebiskop först i juli 1213. I konflikten mellan konungen och baronerna ställde sig Langton på de senares sida. Han gav dem sitt stöd, även sedan kungen vunnit påven för sina anspråk, och bemedlade som ett av konungens ombud den stora uppgörelse vid Runnymede, då "det stora frihetsbrevet" (Magna Charta) utfärdades (1215). För sin vägran att bannlysa baronerna som upprorsmän blev Langton kort därpå suspenderad av en påvlig legat, och då han samma år ankom till Rom för att bevista fjärde laterankonsiliet, lyckades han inte förmå Innocentius att upphäva suspenshnen. Först 1218 tilläts honom att återvända till England, där han blev det kungliga partiets förnämsta stöd under Henrik III:s minderårighet. På synoden i Osney 1222 genomdrev Langton en serie statuter, som delvis ännu anses vara av grundläggande betydelse för engelsk kyrkorätt. 